# طواف إسبانيا 1942
طواف إسبانيا 1942 هو سباق دراجات هوائية أقيم بتاريخ 30 يونيو – 19 يوليو، تكون السباق من 19 مرحلة وامتدّ لمسافة 3683 كم بسرعة 27.47 كم/س، استغرق السباق 134 ساعة 05 دقيقة 09 ثانية. فاز به الإسباني خوليان بيرينديرو.

## الترتيب
| م                     | الدرّاج           | البلد   | الزمن                      |
| --------------------- | ---------------- | ------- | -------------------------- |
| الفائز بالترتيب العام | خوليان بيرينديرو | إسبانيا | 134 ساعة 05 دقيقة 09 ثانية |
| التسلق                | خوليان بيرينديرو | إسبانيا | -                          |